# Ludovico Marchetti
Pour les articles homonymes, voir Marchetti.
Ludovico Marchetti, né le 10 mai 1853 à Rome et mort le 20 juin 1909 à Mériel, est un artiste peintre et illustrateur italien, ayant fait carrière en France.

## Biographie
Fils du graveur Augusto Marchetti (1818-1871), Ludovico entre à l'Académie de Saint-Luc et fait ses classes dans l'atelier de l'artiste Marià Fortuny à Rome, avant 1875.
En 1878, il décide de s'établir à Paris. Le succès arrive, quand il signe un contrat avec Goupil & Cie, qui exporte dans le monde entier ses compositions traduites en gravures.
Dès 1875, il expose au Salon des artistes français, notamment en 1907 et 1909, deux peintures, Mariage ducal à la cathédrale de Brou et La Rixe. Il revisite, entre autres, le XVIIIe siècle à travers des scènes de genre,.
De nombreux dessins et compositions sont produits à Rome chez E. Perino et Barberi dans les années 1880-1890, entre autres sous la forme d'affiches lithographiées. Il illustre également un certain nombre d'ouvrages publiés en France et deux œuvres de Shakespeare publiées à Londres.
Il présente ses aquarelles à l'exposition nationale de Milan en 1906.

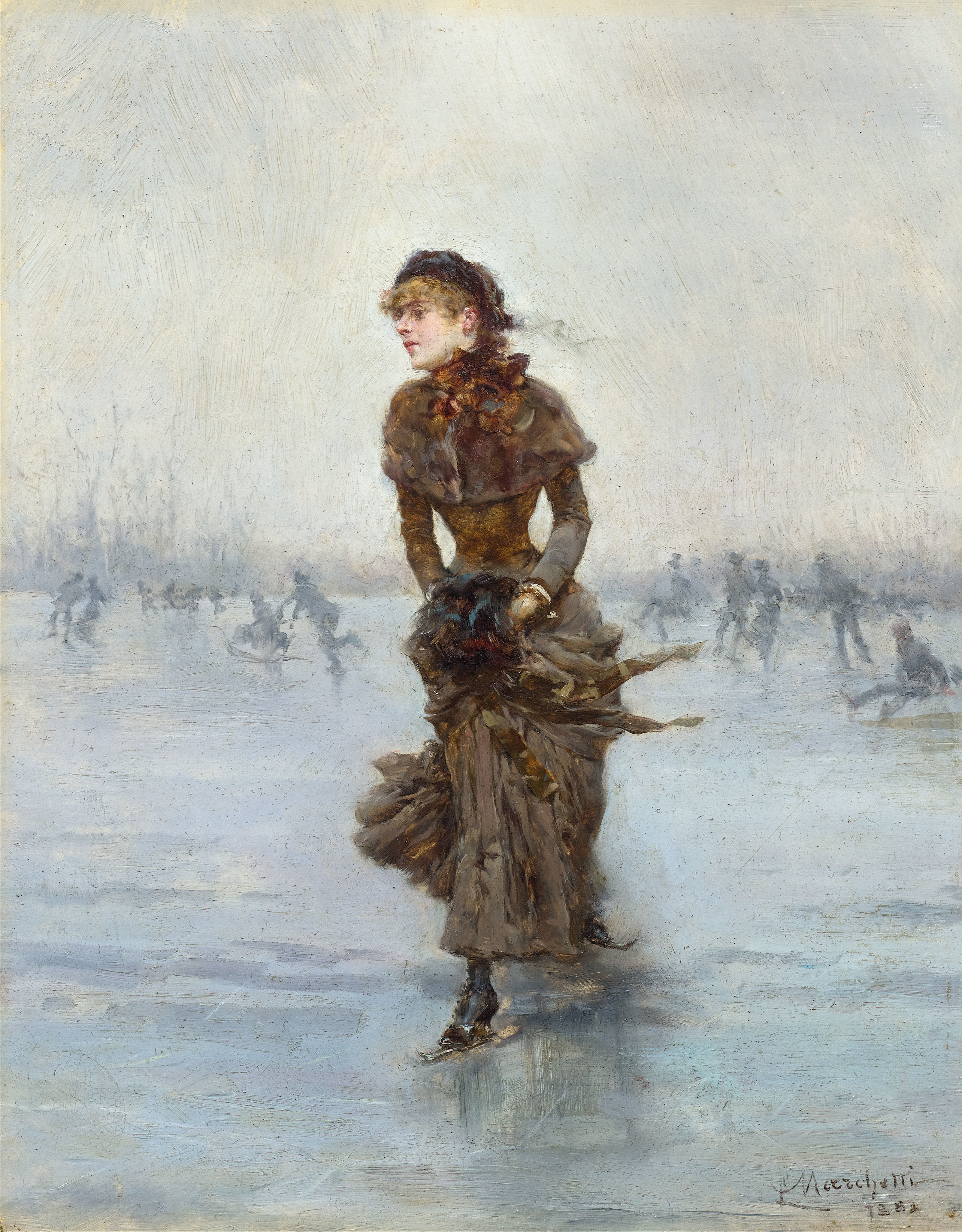
La Patineuse (1883), huile sur toile, Londres, Government Art Collection.

## Œuvre

### Affiches

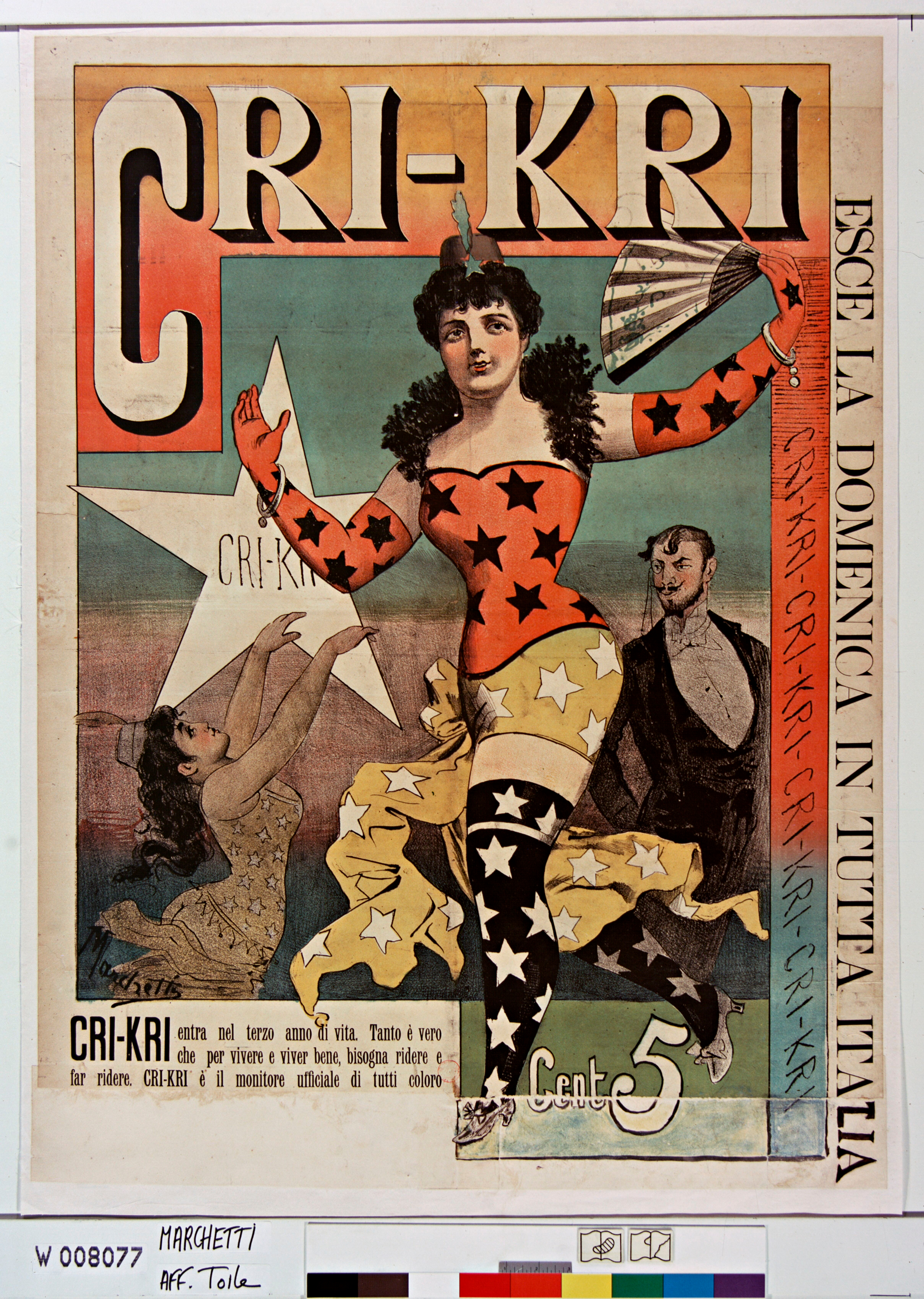
Cri-Kri (vers 1890), affiche lithographiée, fonds BnF.

- Maschio e Femnina di G. de Rossi, Rome, Impr. Barberi / Perino, 1888.
- M. d'Azeglio, Niccolo de'Lapi, I palleschi ei piagnont, Rome, Barberi, 1889.
- Rivoluzione 1789 per Erckmann-Chatrian, Rome, Barberi, 1889.
- Aspasia : scene della vita greca sotto Pericle di Ulisse Grifoni, Rome, Perino, 1890.
- Avventuro di un pazzo erede del Barone di Münchhausen, Rome, Perino, 1890.
- Cri-Kri. Giornale..., 1890.
- Galli vivi musicisti, 1890.
- Giulio Cesare di A. Dumas 5. cent, Impr. Brunore, 1890.
- Guerino detto Il Meschino, Perino/Barberi, 1890.
- Teatro italiano : Goldoni commedie Gli innamorati..., Perino, 1890.
- Vita dei grandi maestri dell'arte..., Perino, 1890.
- Vita di Gasbaroni... scritta da Pietro Masi..., Perino, 1890.
- Cristoforo Colombo e il quarto centenario della scoperta d'America, Perino, 1892.
- E. Perino editore Roma... Vita dei grandi Maestri dell'Arte..., Perino, 1895.
- Francesca de Rimini..., Perino, 1895.
- Il Mio cadavero romanzo di F. Mastriani, Edoardo Perino edit. Roma, Barberi, 1895.
- Simbologia psicografica..., Perino, 1895.
- Ultimo Amore di Giorgio Ohnet...,  Perino, 1895.

### Publications
- Ludovic Halévy, L'Invasion : 1870-1871. Récits de guerre, ill. avec Alfred Paris, Paris, Boussod, Valadon & Cie, 1891.
- William Shakespeare :
  - Romeo and Juliet, ill. avec Lucius Rossi, Londres, Raphael Tuck & Sons, 1890.
  - Othello: the Moor of Venice, a tragedy, Londres, Simpkin, [1893].
- Léon de Tinseau, Au coin d'une dot, Paris, L'Illustration, 1900.
- Armand Blanc, Sans rêves, Paris, L'Illustration, 1900.
- Marie Corelli, Barabbas, Londres, 1901.
- Célébrités contemporaines : aujourd'hui ; [ill. de Job, Léandre, Marchetti, B. Moloch, Sirat et A. Ferro], Paris (112, rue de Richelieu) : High-Life Taylor / Impr. Draeger, [1908].